# Mogács Dániel
Mogács Dániel (Budapest, 1977. február 6. –) színész, humorista, streamer.

## Élete

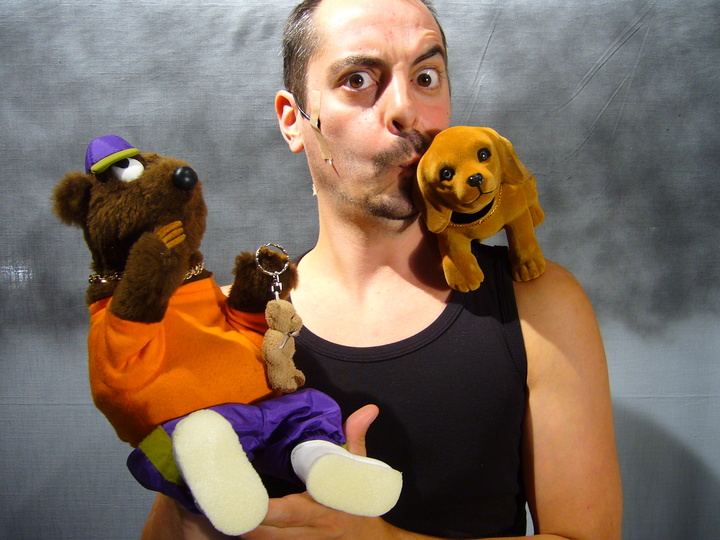
A Susogós Mackók három szereplőjével

Édesanyja Sárkány Katalin képző- és iparművész. Dániel mindig őt kéri fel rendezéseinek díszlet- és jelmeztervezéseire; többek között ő tervezte a Susogós Mackók figuráit is. Édesapja festett és írt, nevelőapja (aki egyéves korától nevelte) építészként dolgozott. Nagyapja kémikus és filozófus volt, és egy nagy baráti társaságot alkottak Pilinszkyvel, Tamási Áronnal és az adott kor koponyáival. Nagyszülei bábszínházat is működtettek a háború utáni Németországban. A bábok később is folyamatosan felbukkannak a színész-humorista életében. 
Voltak „civil” állásai is, mint favágó, vámügyintéző, raktáros, ingatlanügynök és „telefonos kisasszony” egy internetes cégnél.
Magánéletéről (is) bővebben vall a Premierfilm.hu oldalon megjelent riportban.

„„Az élet nem habostorta. Én sokáig azt hittem, hogy ez csak egy mondás, de miután megláttam E.T.-t rájöttem, hogy van benne valami (nem az E.T.-ben). 1977-ben, elég fiatalon születtem, rögtön utána lehúztam pár évet csecsemőként. Tehetséges színész vagyok, erről papírom is van, de mivel nem ismer senki, leginkább a családnak játszom. Ha valaki azt kérdezné, hogy van-e érettségim, emelt fővel mondanám, hogy van, bár a mai napig nem értem hogy szereztem meg. Az orvosok szerint így a harmincas éveimben nem valószínű, hogy a 170 cm-es testmagasságom pozitív irányba változni fog. Ha mindent újra kezdhetnék, akkor is lennének tartozásaim. Sokáig a Mindentudás Egyetemének hallgatója voltam. Most má' mindent tudok és tudásomat nem átallom átadni azoknak, akik meghallgatnak.””

– Mogács Dániel

## Munkássága

### Színészként

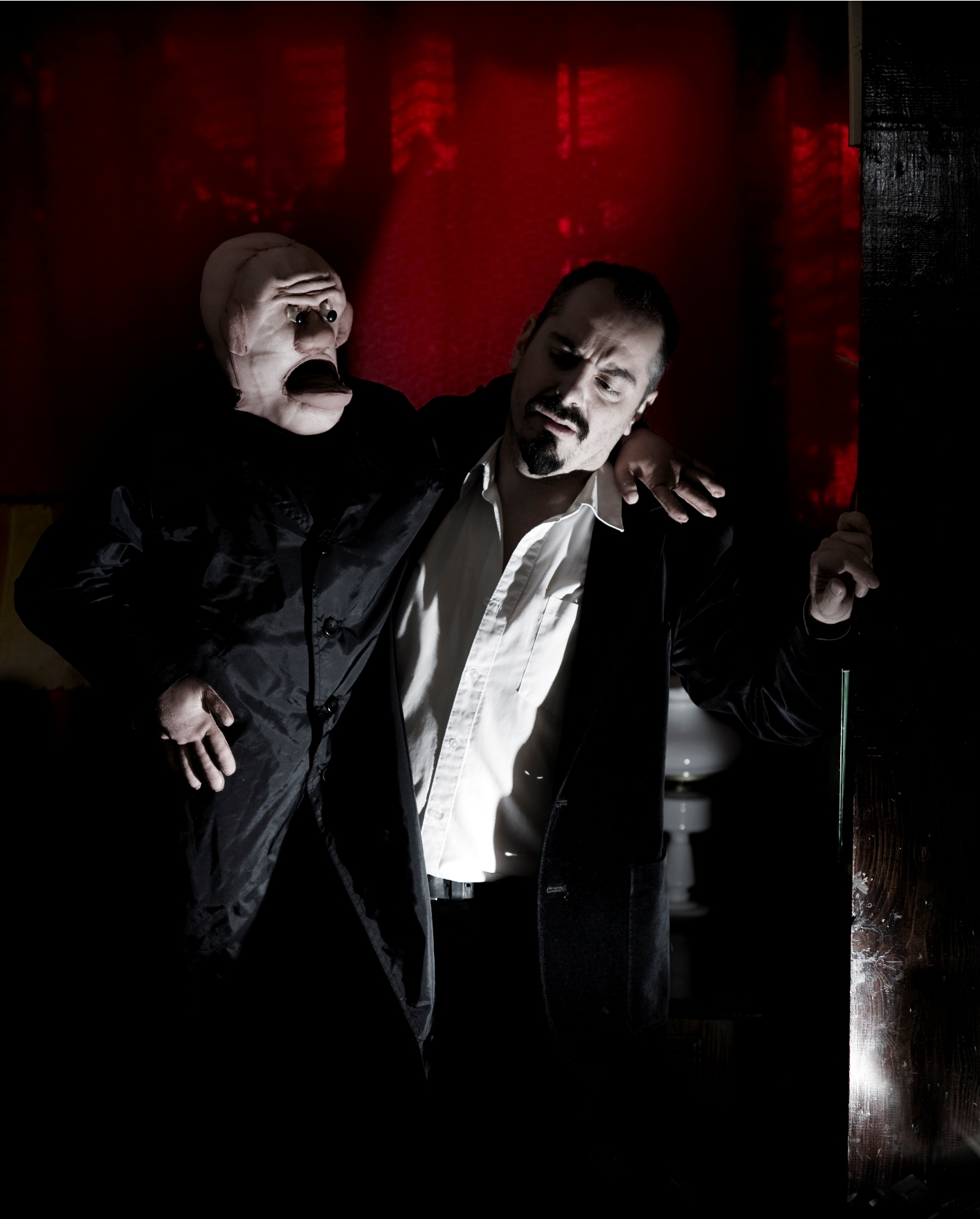
Doktor Mogács és Rezső

A Théba Színiakadémián végzett. Társaival közösen alkották meg 2000-ben az Eleuszisz Színházat, ahol mint színész és mint rendező is tevékenykedett. A társulat feloszlása után szabadúszó lett, játszott Veszprémben, Kecskeméten – a bábszínházban is.
A 19. epizódtól kezdve állandó szereplője volt a Munkaügyek – IrReality Show című szituációskomédia-sorozatnak, amelyben a Nemzeti Munkaügyi, Munka- és Űrbiztonsági Hivatal egyszemélyes űrközlekedési és űrbiztonsági részlegének vezetőjét alakította.

### Humoristaként
A Dumaszínház felfedezettjeként, stand-up comedy-vel vonult be a köztudatba. A Dumaszínház tagjaként fellép az ország különböző pontjain, valamint rendszeresen látható a Showder Klub és a Comedy Central bemutatja című televíziós műsorokban is. A Comedy Club műsorban az alábbi önálló előadásai voltak:
- 2015. március 15. – Rohan(d)ó élet
- 2016. május 6. – Dr. Mogács országos népbutító kampány
- 2019. április 26. – Mogács Extra
- 2023. szeptember 15. – Emberfej

Mogács mesék – Beavatás felnőtt gyerekeknek című estjének ősbemutatója a Thália Színházban, 2016 októberében volt. Az előadásban Veres András társrendezőként működött közre.
További előadásai és önálló estjei:
- Akasztott Ember[13]
- Bolondok Hajója[14]

A Susogós Mackók című bábos egypercesekből is kiveszi a részét. Ő Brendon, a „barna bandzsa medve” hangja és mozgatója, de többek között ő személyesíti meg Józsit, a részeges ördögöt és az őrült majmot is.
Többedmagával a magyar színházi kabaré feltámasztásán munkálkodik.

### Politikusként
Részt vett a 2010-es önkormányzati választásokon a Magyar Kétfarkú Kutya Párt Budapest VII. kerületi polgármester-jelöltjeként. Kellő számú kopogtatócédula hiányában – 700-ból 220-at (más forrás szerint 233-at) szerzett, azonban úgy döntött, inkább visszavonul a politikától, így a pártból is kilépett.